# Jardines del Museo de York
Los Jardines del Museo de York en inglés: York Museum Gardens es un jardín botánico en el centro de York, Inglaterra. Abarca un área de 10 acres (4 hectáreas) en los terrenos que ocupaba abadía de Santa María, y junto con el Museo de Yorkshire, estos jardines fueron creados durante la década de 1830 por la Yorkshire Philosophical Society. 
Están subencionados por el Ayuntamiento de la ciudad de York y administrados por el «York Museums Trust». Estos jardines fueron diseñados por el arquitecto paisajista sir John Murray Naysmith en estilo «gardenesque», y albergan una diversidad de árboles, arbustos, plantas herbáceas, y pájaros. 
Su código de reconocimiento internacional como institución botánica, así como las siglas de su herbario es YRK.

## Localización

Jardines del Museo de York
1. Yorkshire Museum, 2. Murallas de York, 3. Anglian Tower, 4. Torre multiangular, 5. Muralla romana, 6. St. Leonards hospital, 7. Museum Street,
8. Garita, 9. Toilet, 10. Río Ouse, 11. Hospitium, 12. Murallas de la abadía, 13. Portería, 14. St. Olave's Church, 15. Marygate, 16. Bowling Green,
17. Abadía de Santa María, 18. El Observatorio

Los jardines del museo de York cubren un área de 10 acres (4 hectáreas) de extensión, en la orilla norte del Río Ouse, justo en las afueras de las murallas de York en el centro de la ciudad de York.
Hay cuatro entradas a los jardines: en Marygate (pasado Bootham) por St Olave's Church, en Museum Street por el puente Lendal Bridge, por el lateral de King's Manor, y desde la orilla del río caminando desde el río Ouse. 
El terreno tiene una suave inclinación hacia el río y se compone de edificios históricos rodeados de céspedes, entremezclados con las plantas y los árboles. 
York Museum Gardens York, Yorkshire County
Yorkshire and the Humber England, United Kindong-Reino Unido.
Planos y vistas satelitales.53°57′41″N 1°05′17″O / 53.96139, -1.08806
El acceso es libre para el público en general durante las horas de luz, así las horas de apertura y de cierre varían a lo largo del año. Se tiene contabilizado un promedio de 500.000 visitantes cada año. No se permiten en el recinto las bebidas alcohólicas, montar en bicicleta, o jugar con balones o pelotas.
A lo largo del año hay una serie de eventos que tienen lugar en los jardines, tal como representaciones de teatro al aire libre, o actos de festivales.

## Historia
En el recinto del jardín hay varios edificios históricos. Podemos admirar los restos de la esquina occidental del fuerte romano de Eboracum, en los que se incluye la torre Multangular y partes de las murallas romanas. En la misma área se encuentra la Anglian Tower, que probablemente date del final del periodo romano. Durante la Edad Media, se incrementó el tamaño de la torre y las murallas romanas fueron incorporadas dentro de las murallas de la ciudad de York.

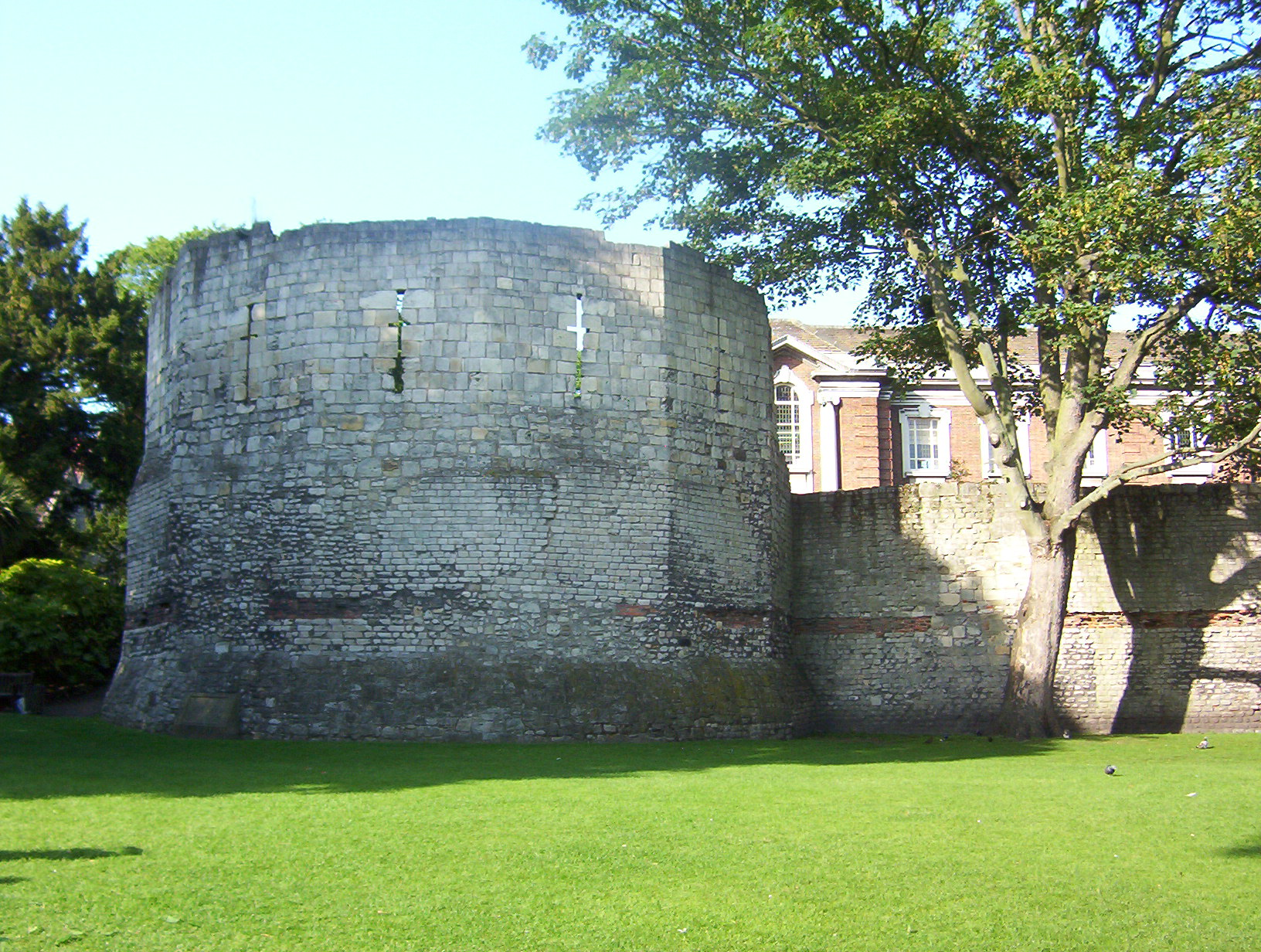
La torre multiangular y restos de la muralla romana.

La mayor parte de los otros edificios que se fechan en la Edad Media se asocian a la «St. Mary's Abbey» (abadía de Santa María), incluyendo las ruinas de la iglesia de la abadía, del Hospitium, de la casa de campo y de la pieza de la pared del recinto de la supervivencia. Los restos de la capilla del hospital de St. Leonard y la cripta se encuentran en la zona este de los jardines. 
La «Yorkshire Philosophical Society» (Sociedad Filosófica de Yorkshire) construyó varios edificios en los jardines durante el siglo XIX y principios del siglo XX, incluyendo el Yorkshire Museum y el observatorio de planta octagonal. El museo contiene cuatro colecciones permanentes, cubriendo las áreas de biología, geología, arqueología y astronomía.
Los jardines que fueron donados a la Yorkshire Philosophical Society por la Familia Real Británica en 1828, ocupan parte de los antiguos terrenos de la abadía de St.ª María. La sociedad adquirió el terreno donde construir el museo que albergara sus colecciones; el Yorkshire Museum fue terminado en 1830. La entonces princesa Victoria visitó los jardines en 1835, el año en el cual abrieron al público por primera vez. En 1960, los jardines y el Museo de Yorkshire fueron donados en confianza al concejo de la ciudad de York. Desde el año 2002, están siendo administrados por el «York Museums Trust», así mismo el York Castle Museum y la York Art Gallery. Los jardines están mantenidos por el «Askham Bryan College of Agriculture».
El terreno le fue garantizado a la «Yorkshire Philosophical Society» con la condición de que se debía de crear en el lugar un jardín botánico. Este fue creado durante la década de 1830 en un estilo «gardenesque» según el diseño del arquitecto paisajista sir John Murray Naysmith. Originalmente contenía un invernadero, un estanque y una menagerie, la que fue desmantelada a raíz de que un oso escapó de ella y campó a sus anchas por la zona.

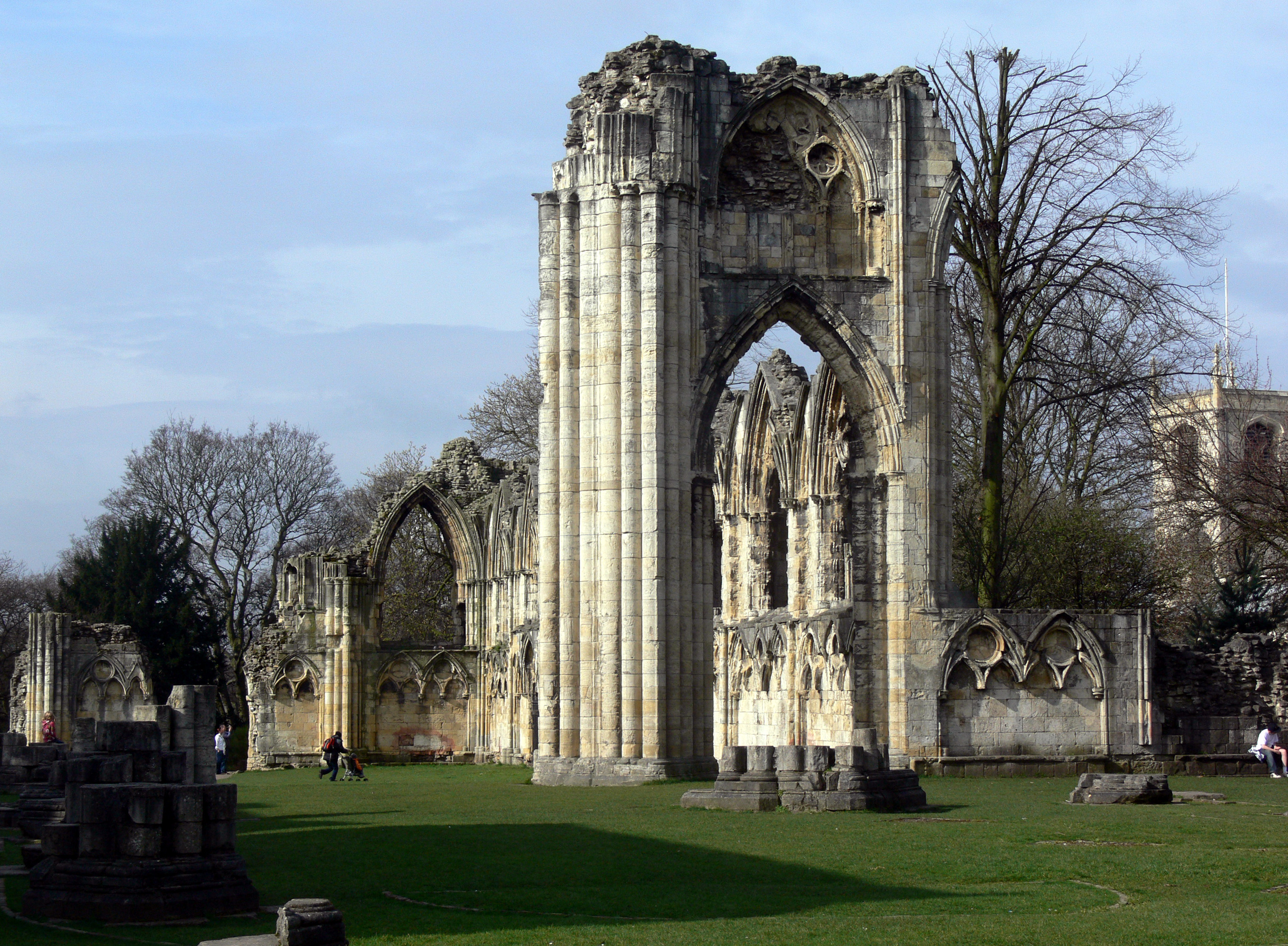
Las ruinas de la abadía de Santa María, en los jardines del museo de Yorkshire.

Los jardines dan cobijo a una población de ardillas grises orientales y numerosas especies de pájaros. Hasta el año 2006 una familia de pavos reales tuvieron aquí su residencia durante al menos 70 años. Hay en sus colecciones unas 4500 plantas y árboles,

## Colecciones
Este jardín botánico alberga 870 colecciones, con unas 4500 plantas, algunas de ellas especies nativas de Inglaterra y otras muchas nativas de otras partes del mundo. Las plantaciones consisten en grandes lechos conteniendo predominantemente árboles y arbustos, y amplias praderas salpicadas de árboles individuales. Entre las especies de árboles incluyen un pehuén junto con robles y castaños; tres de los árboles existentes en los jardines se encuentran clasificados como árboles récord del Reino Unido. Hay una rocalla próxima a la entrada de Marygate, por las ruinas de la iglesia de la abadía, y en frente de la entrada del Yorkshire Museum hay una terraza franqueada con lechos de rosas blancas, el símbolo de Yorkshire.
Entre sus géneros de plantas son de destacar,

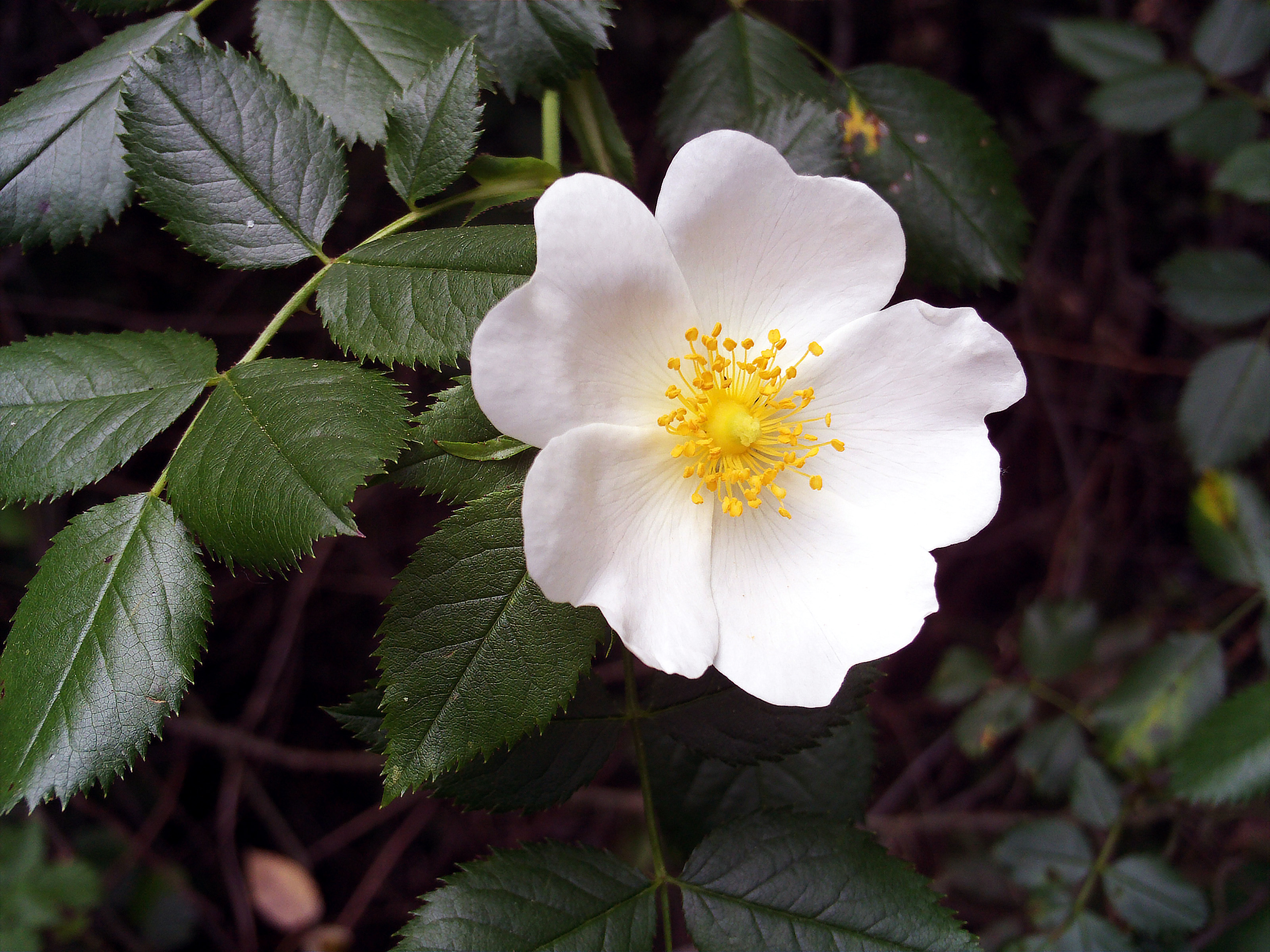
La rosa blanca símbolo y emblema de la ciudad de York.

- Acer,
- Aesculus,
- Aucuba,
- Fagus,
- Fraxinus,
- Ilex,
- Narcissus,
- Rosa,
- Pyrus,
- Taxus,
- Tilia,

## Actividades en los Jardines
La compañía The Lord Chamberlain's Men presentó la producción Romeo & Juliet (Romeo y Julieta).
Durante la recuperación realizada en el siglo XX de los York Mystery Plays, las actuaciones se realizaron en un escenario fijo situado entre las ruinas de la abadía de Santa María. En la década de 1950, la actriz oriunda de York Dame Judi Dench actuó representando el papel de la Virgen María en 1957. 
Varios de los festivales que se realizan en York usan los jardines como marco de los eventos; en el 2006, entre 800 y 1,000 personas celebraron el Año Nuevo Chino con exhibiciones que incluían las Danzas del león, y en el 2007 durante el « Jorvik Viking festival » en el que hay exhibiciones de habilidad de armas Vikingas y simulaciones de batallas.
También los jardines son el lugar de la « York’s Saluting Station », uno de los únicos 12 que existen en el Reino Unido, con 21 salvas de cañón de saludo, que se disparan al mediodía para celebrar ocasiones relacionadas con la Familia Real Británica en el transcurso del año. En esos momentos una banda musical militar marcha por los jardines antes de saludar con las salvas.

 
.

A finales del siglo XX acá se encontraba un cine, pero su local se ha reacondicionado como sala de conferencias o teatro de lecturas.